# 內西區
內西區（英語：Inner West），是澳大利亞悉尼中心商業區西面毗邻的區域，主要位於傑克遜港（帕拉馬塔河）南岸，向南延伸至庫克河北岸，西至A3公路。內西區的西面為大西區。內西區由數個地方政府區域組成，其中主要包括內西議會、史卓菲自治市、寶活自治市和加拿大灣市。內西區基本等同於兩個用於地籍劃分的民政教區（parish）轄區：西半部屬干哥特堂區，東半部屬必打甚堂區。

## 界綫

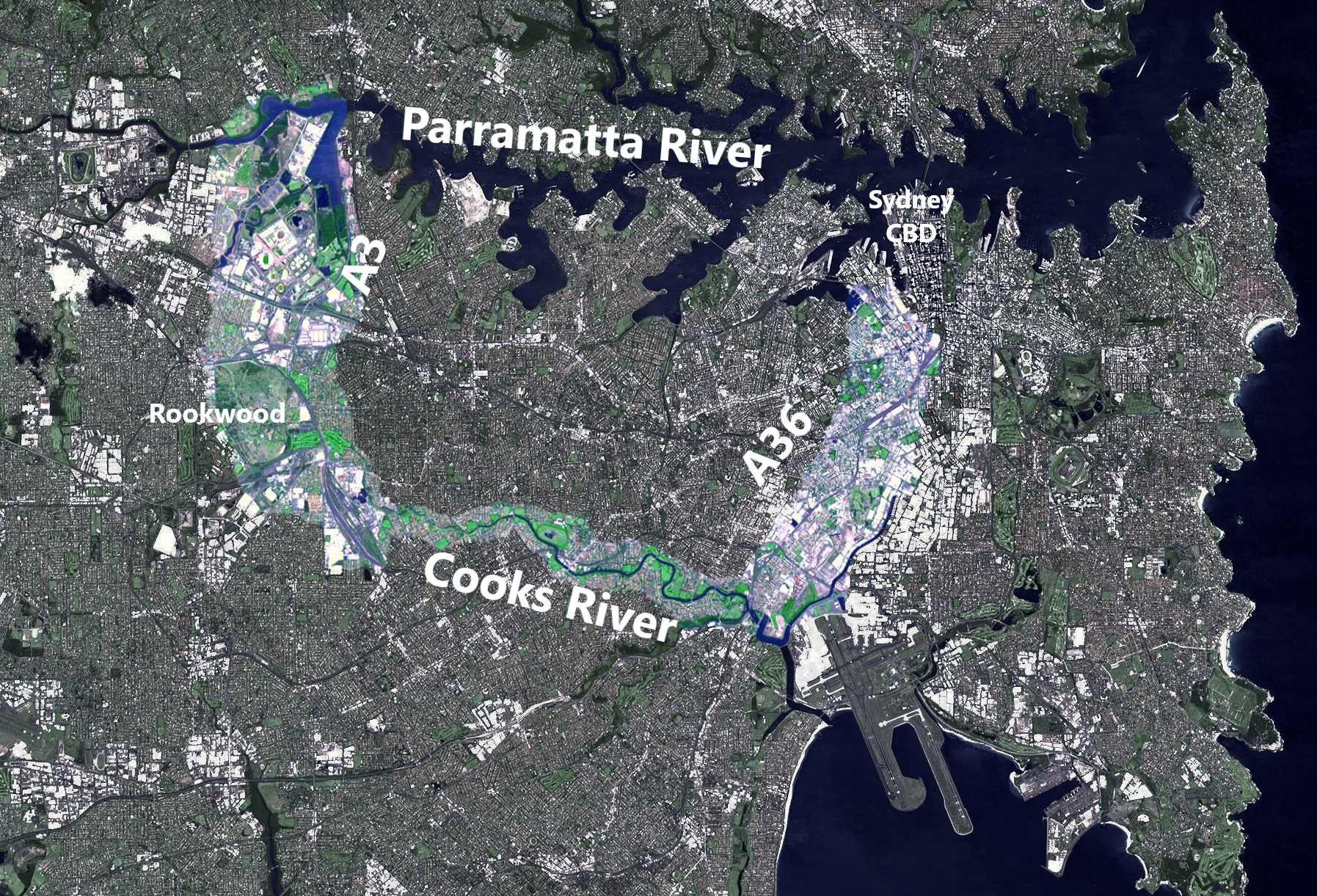
內西區的邊界地區在此衛星照片上以加亮顯示

内西區的地界並沒有唯一的官方界定，因此不同機構對其有不同的定義。一般來説，内西區議會、史卓菲自治市、寶活議會和加拿大灣市這四個地方政府區域的轄區被視爲内西區。此外坎特伯雷-賓士鎮市東北部（庫克河以北）區域、悉尼市西端區域也可以視爲内西區的一部分。
內西區的南北界綫比較清晰，一般來説北邊的巴拉馬打河以及南邊的庫克河被視爲界綫。
內西區和大西區之間的交界地帶由一大塊基本無人居住的地帶組成。這個邊界地帶北起康寶樹灣（Homebush Bay）南岸的雙世紀公園以及奧林匹克公園，南面連接菲明頓（Flemington）鐵路維修場和樂活（Rookwood）公墓區和高爾夫球場，南至恩菲爾（Enfield）鐵路公路物流中心。20世紀末，在這一區域修建了A3號公路（在此段稱爲世紀公路（Centenary Drive）和康寶樹灣公路（Homebush Bay Drive），此後A3號公路一般被認爲是内西區和大西區的確切分界綫，公路以東是内西區，公路以西是大西區。
在現在的内西區議會2016年成立以前，其東南部的原馬力維（Marrickville）議會轄區通常被視爲内城區或西南區的一部分而不屬於内西區。因此内西區議會成立以前制定的現行官方定義（包括聯邦統計局及新州州政府規劃部門使用的定義）一般不包括馬力維議會轄區，而只包括史卓菲議會、寳活議會、加拿大灣市，以及現屬内西區議會的原艾什菲（Ashfield）及賴卡（Leichardt）議會轄區。
内西區的西部地區（特別是史卓菲）歷史上一直是悉尼地價最高的住宅區之一，而近年由於工業區的改建和亞文化的主流化，内西區的東部地區也逐漸變成熱門的居住區，因此越來越多的地產商嘗試將外圍和周邊地區都作爲“内西區”推廣，并且有許多居民熱衷於辨認某區是否算作内西區。在悉尼，内西區定義的爭議性本身也被視爲文化現象之一，以致《雪梨晨鋒報》的雪梨編輯寫道：“内西區是一種心態”（the inner west is a state of mind）。

## 地理

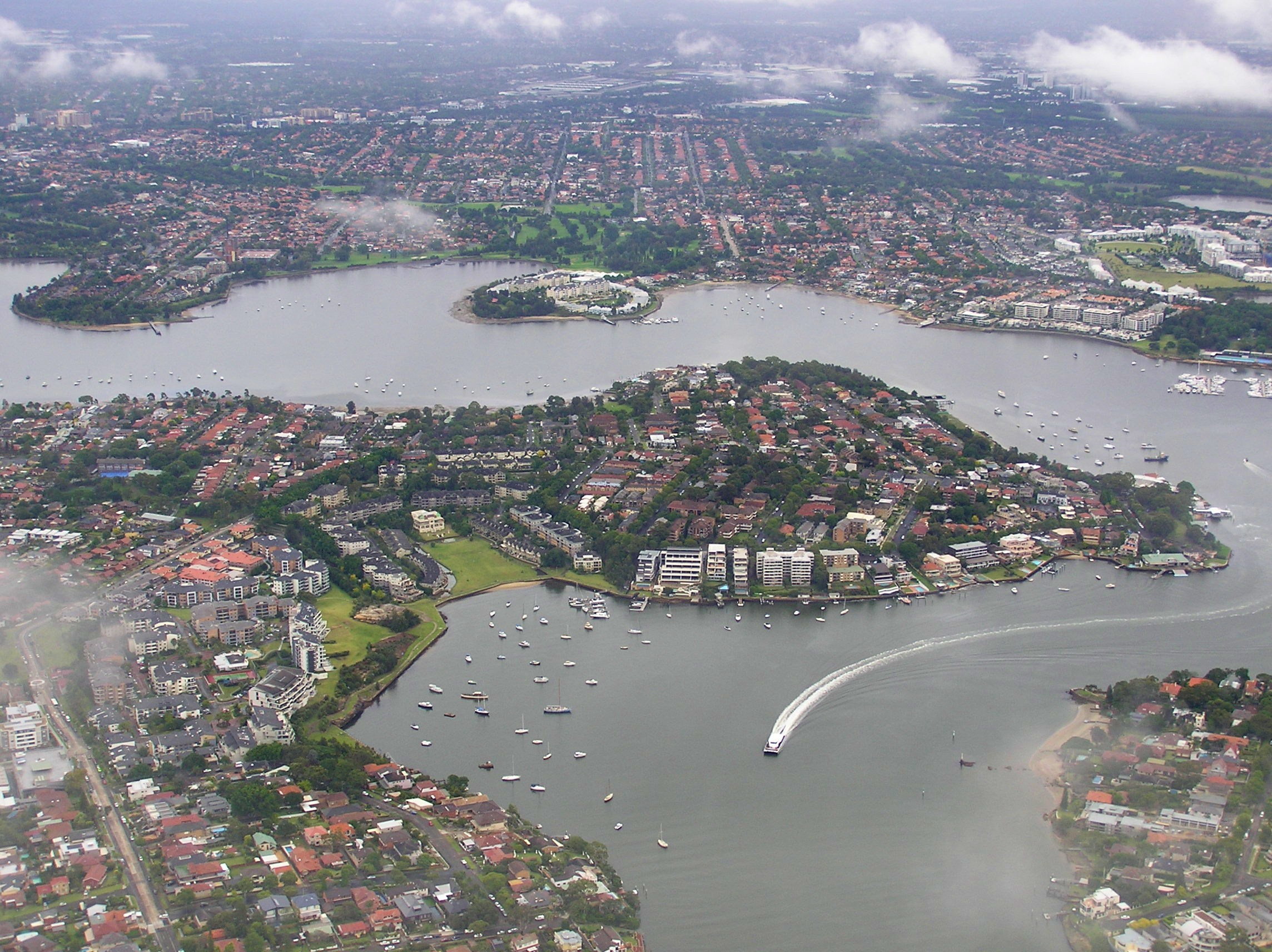
内西區北部的主要地理特徵是一系列的較大的河灣，及河灣之間的半島。照片上是子母雞灣（Hen and Chicken Bay）與艾博津灣（Abbotsford Bay）

内西區由巴拉馬打河的南岸流域和庫克河的北岸流域構成。内西區的西部界限接近庫克河的源頭。在此區域，休姆公路（Hume Highway）基本沿著兩個流域的分水綫建造。
巴拉馬打河流經内西區的河段逐漸變寬，最終變成稱爲“悉尼港”的大型溺湾。在這一河段的南岸形成了一系列的河灣，其中最大的是（由西向東）康寳樹灣（Homebush Bay）、子母雞灣（Hen and Chicken Bay）與鉄灣（Iron Cove）。這些河灣對區域發展和公路、鐵路等基礎設施的位置都有重要影響。兩條河流之間，内西區的地形特徵是连绵起伏的丘陵，丘陵之間有較淺的山谷和溪流，匯入巴拉馬打河和庫克河。

## 主要市鎮
内西區的主要市鎮包括：
- 悉尼市：
  - 新鎮（Newtown）：繁忙的内城區市鎮，有許多學生和年輕專業人士居住，是悉尼的亞文化中心之一
  - 忌獵（Glebe）：保留了許多18-19世紀的歷史建築，包括四邑關帝廟
- 内西區議會： 
  - 巴免（Balmain）：位於幾乎四面環水的半島，保留了19世紀村鎮風格的大街，有豐富的咖啡文化
  - 賴卡（Leichardt）：傳統的意大利人集居區
  - 哈伯菲（Haberfield）：保留完整的20世紀初“花園郊區”住宅區，也是意大利人集居區
  - 必打甚（Petersham）：傳統的葡萄牙人集居區
  - 艾什菲（Ashfield）：傳統的華人集居區，俗稱“小上海”
  - 馬利維（Marrickville）：傳統的希臘人和越南人集居區，是悉尼的亞文化中心之一
- 史卓菲議會： 
  - 史卓菲（Strathfield）：傳統的郊野別墅區，也是鐵路樞紐，車站附近有“小韓國”商業區
  - 康寶樹（Homebush）：南部是保留完整的“花園郊區”歷史住宅區，北部有新開發的高層住宅區
- 寳活議會： 
  - 寳活（Burwood）：傳統的郊野別墅區，車站附近有大量高層住宅和中國式餐飲
  - 哥來頓（Croydon）：保留完整的“花園郊區”歷史住宅區
- 加拿大灣市： 
  - 歪鐸（Five Dock）：傳統的意大利人集居區
  - 哥特（Concord）：傳統的住宅區
  - 羅德（Rhodes）：由工業區改建的高密度住宅區
- 坎特伯雷-賓士鎮市： 
  - 坎特伯雷（Canterbury）：位於庫克河兩岸的市鎮，車站附近有高層住宅區

## 人口

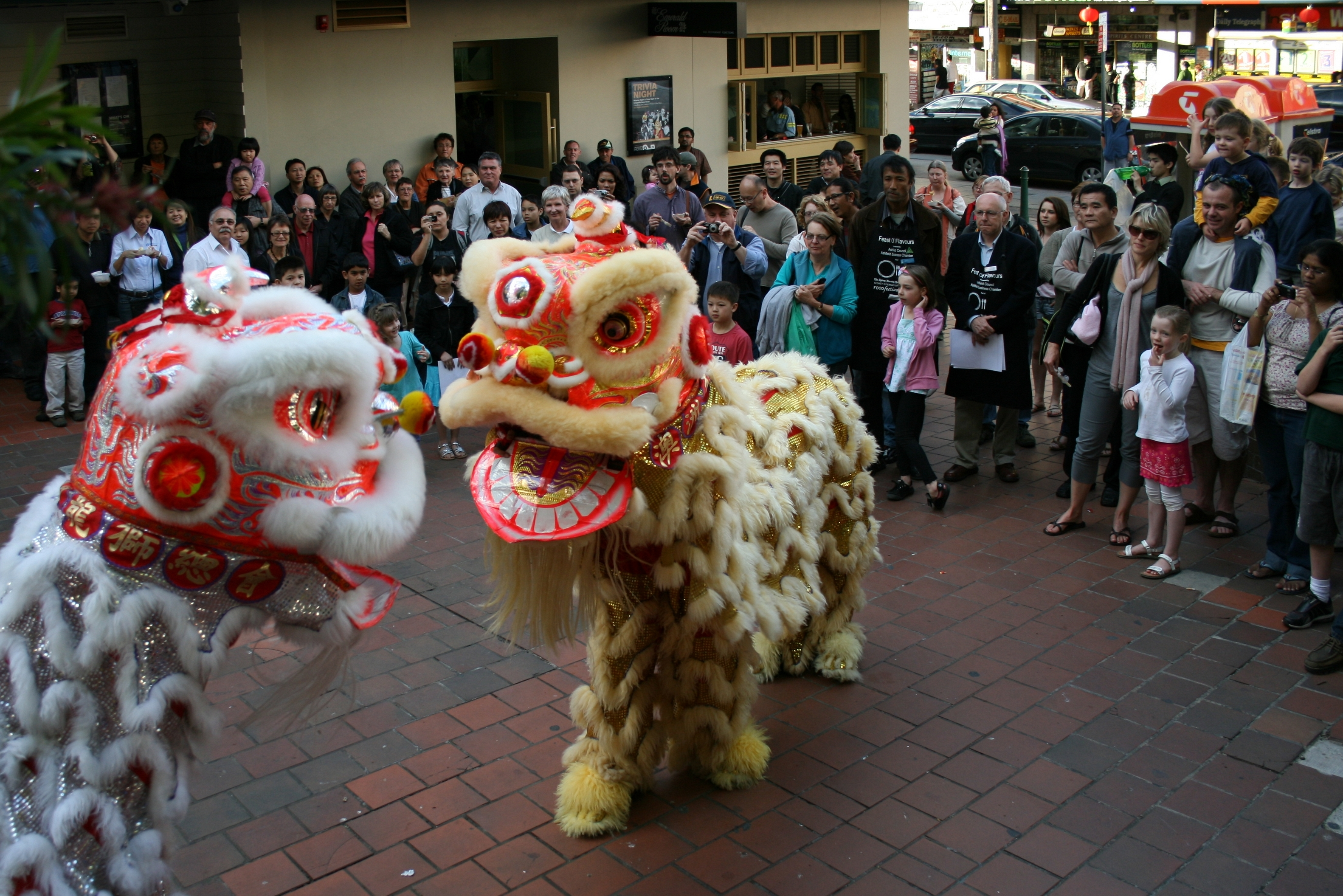
内西區具有多元的文化：照片所示是艾什菲的中式舞獅表演

澳大利亞統計局定義的“雪梨 - 内西”統計區域包括内西區的大部分，但不包括最東面和東南面的悉尼市轄區和原馬力維議會轄區，例如忌獵（Glebe）、摩（Enmore)、必打甚（Petersham）和麻力胡（Marrickville）等地。這些内城區域被劃入分別的“城區和内南”統計區域。
据2021年人口普查數據，雪梨 - 内西統計區域總人口是304,771。調查中最普遍報告的族裔（ancestry）類別是：英格蘭裔20.7%，澳大利亞裔17.8%，華裔16.5%，意大利裔9.5%和愛爾蘭裔9.2%。57.1%人口的父母都在海外出生。52.8%人口在澳大利亞出生。最普遍的其他出生國是：中國大陸7.9%，印度3.4%，尼泊爾3.0%，英格蘭2.8%和意大利2.4%。54.1%在家完全使用英語，其他在家使用的語言有華語（官話）8.6%，粵語4.1%，意大利語3.7%，尼泊爾語2.9%和韓語2.5%。
内西區主要是中高收入地區，區域總體每周每戶中位收入是$2,250，高於新州中位$1,829和全國中位$1,746。内西區内的絕大部分區（suburb）的收入都在$2,000-2,500之間，但有一些區例外，例如最靠近城區、三面環水的博渠格（Birchgrove）的中位收入高達$3,603，而西南邊緣的間打巴利的中位收入是$1,882，僅略高於州平均水平。

## 外部連結
- 维基导游上有關Sydney/Inner West的旅行指南
- Inner West Live - Community Blog by local Inner West people